# Merthyr Town FC
Merthyr Town FC is een Welshe voetbalclub uit Merthyr Tydfil, uitkomend in de Engelse competitie. De club speelde in de jaren 20 in de Football League en werd opgeheven in 1934. Nadat opvolger Merthyr Tydfil FC in 2010 werd geliquideerd werd Merthyr Town FC opnieuw opgericht.
Sinds 2025 komt Merthyr Town FC uit in de National League North, het zesde niveau van Engeland.

## Geschiedenis
In 1909 sloot de club zich aan bij de tweede klasse van de Southern League, wat weliswaar een Engelse competitie was maar waarin verschillende Welshe clubs speelden, zoals Cardiff City, Newport County en Swansea Town. Na een derde plaats in 1911/12 promoveerde de club naar de eerste klasse en degradeerde terug in 1914. Tijdens de Eerste Wereldoorlog lag de Southern League stil en toen deze terug startte in 1919/20 speelde Merthyr weer in de hoogste klasse. 
In de zomer van 1920 werd de hele divisie van de Southern League opgenomen in de Football League en vormde zo de nieuwe Football League Third Division. Hoewel de club voorlaatste eindigde, een degradatieplaats, mocht de club toch in de Football League blijven spelen. 
Daar liep het vlotter en Merthyr werd achtste, dit bleek later hun beste seizoen te zijn en de volgende seizoenen ging het langzaam bergaf. Na een 17e plaats in 1922/23 ging het in 1923/24 iets beter met een 13e plaats, maar het grote nieuws dat jaar was de bekerfinale van de Welsh Cup die evenwel werd verloren van Wrexham AFC. 
Van dan af aan ging het slechter en in 1925 werd de laatste plaats behaald, de volgende seizoenen ging het soms iets beter, maar nog steeds slecht. In 1930 werd de club uit de League gestemd en vervangen door Thames AFC, dat seizoen bereikte de club wel voor het eerst de tweede ronde van de FA Cup, daar was Watford FC echter te sterk. 
Merthyr Town keerde terug naar de Southern League en speelde daar nog vier seizoenen alvorens ontbonden te worden in 1934. 
In 2010 werd opvolger Merthyr Tydfil FC geliquideerd en werd Merthyr Town FC opnieuw opgericht. De nieuwe club werd toegelaten tot Division One van de Western League. De eerste twee seizoenen werd de club kampioen, zodat het terugkeerde in de Southern Football League. Na drie seizoenen in de Division One promoveerde Merthyr Town naar de Southern Football League Premier Division, het zevende niveau van de Engelse competitie. Dit was tevens het niveau waar Merthyr Tydfil speelde toen deze club failliet ging.
In het seizoen 2024/25 promoveerde de club naar de National League North als kampioen van de Southern League Premier Division South na negen jaar in de divisie.

## Eindstanden
De eindstanden van Merthyr Town FC sinds de terugkeer van de club in de Southern Football League in 2012:
- 2013 3e
Southern League Division One
- 2014 2e
Southern League Division One
- 2015 1e
Southern League Division One
- 2016 10e
Southern League Premier Division
- 2017 3e
Southern League Premier Division
- 2018 17e
Southern League Premier Division
- 2019 13e
Southern League Premier Division
- 2020 13e
Southern League Premier Division
- 2021
- 2022 21e
Southern League Premier Division
- 2023 9e
Southern League Premier Division
- 2024 6e
Southern League Premier Division
- 2025 1e
Southern League Premier Division

- Southern League Premier Division
- Southern League Division One

ⓘ In 1992 invoering van de Premier League en opheffing van de Fourth Division; in 2004 opheffing van de First, Second en Third Division.
ⓘ Merthyr Town FC sloeg het seizoen 2020/21 over wegens de coronapandemie.